# چارقد
چارقد نوعی پوشش برای سر بانوان است و استفاده از آن از دیرباز در میان زنان ایرانی مرسوم بوده و در فرهنگ های مختلف ایرانی، طرح و رنگ خاص خود را داشته‌است. چارقد به معنای روسری، خمار، مقنعه، معجر، نصیف و شال است.  در اصطلاح، چارقد پارچه‌ای نازک و چهارگوش مختص پوشش سر بانوان تعریف شده‌است.
نحوه پوشیدن آن هم به این شکل بوده‌است که پارچه‌ای مربع شکل و بزرگ از نخ یا ابریشم که آن را از قطر دولا کرده، با آن موی سر را پوشانده و در زیر چانه با سنجاق محکم می‌کردند.

## تاریخچه

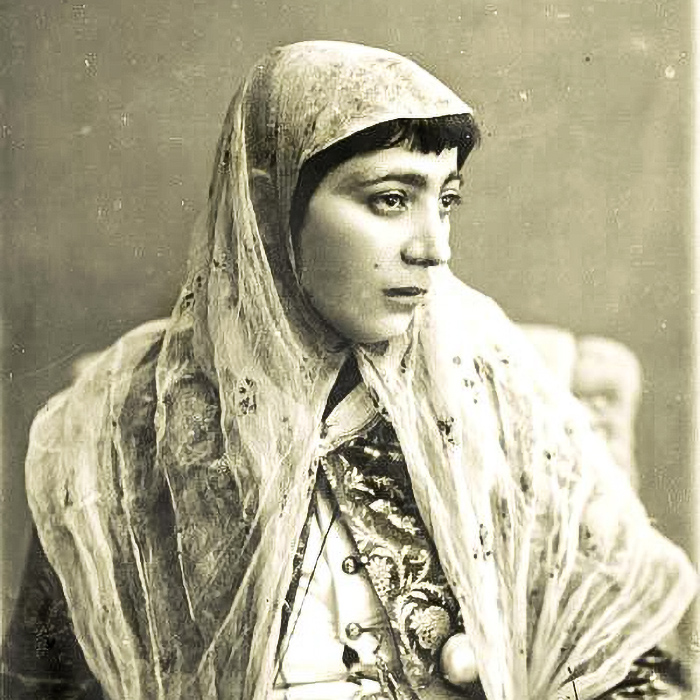
زن قاجاری با چارقد

پیشینۀ استفاده از چارقد در میان ایرانیان، به دوران صفویه برمی‌گردد و کاربرد آن در دوران قاجار همراه با شلیته و شلوار بوده‌است. سرپوش اکثر زنان در دوره قاجار تا قبل از سفر ناصرالدین شاه به فرنگ، چارقد بوده‌است. زنان در آن دوره در خانه و خارج خانه از چارقد استفاده می‌کردند.  پارچۀ چارقد در آن زمان از جمله وسایل جهیزیه بوده‌است. ازجمله چارقد‌ های رایج در اندرونی ناصرالدین شاه، چارقد قالبی بوده که سر چارقد را با نشاسته قالب می‌گرفتند و بهترین نوع آن آفتابگردانی خوانده می‌شده‌است. زنان رجال بزرگ در آن دوره بر چارقد خود گل‌سینه های یاقوت و الماس نصب می‌کردند.
در دوره ناصرالدین شاه، چارقد یکی از اصلی‌ترین پوشش زنان بود. یک پارچه نازک حریر که به شکل مربع بود را تا می‌زدند و تبدیل به یک مثلث می‌کردند و آن را طوری روی سر قرار می‌دادند که زاویه قائمه آن در پشت سر قرار می‌گرفت و و دو زاویه حاده در طرفین، سپس آن را در جلو به اندازه گردی صورت محکم می‌گرفتند و زیر چانه سنجاق می‌کردند. از جلو روی سینه و شانه‌ها تا کمر را می‌پوشاند و در پشت نیز تا کمر می‌رسید. زنان آن را نه تنها در مهمانی بلکه در منزل هم سر می‌کردند. رنگ آن اغلب سفید و معمولا برودری‌دوزی شده بود. جنس آن از نخ یا ابریشم، شال یا تور و شال کشمیری بود. گاه توپی از پارچه برای دوختن چارقد از سوی خانواده عروس به عنوان خلعتی به خانواده داماد داده می‌شد. دختران تاتار آن را به همراه کلاه می‌پوشیدند و یا زنان شمالی آن را به پشت سر گره می‌زدند.

## جنس و طرح چارقد

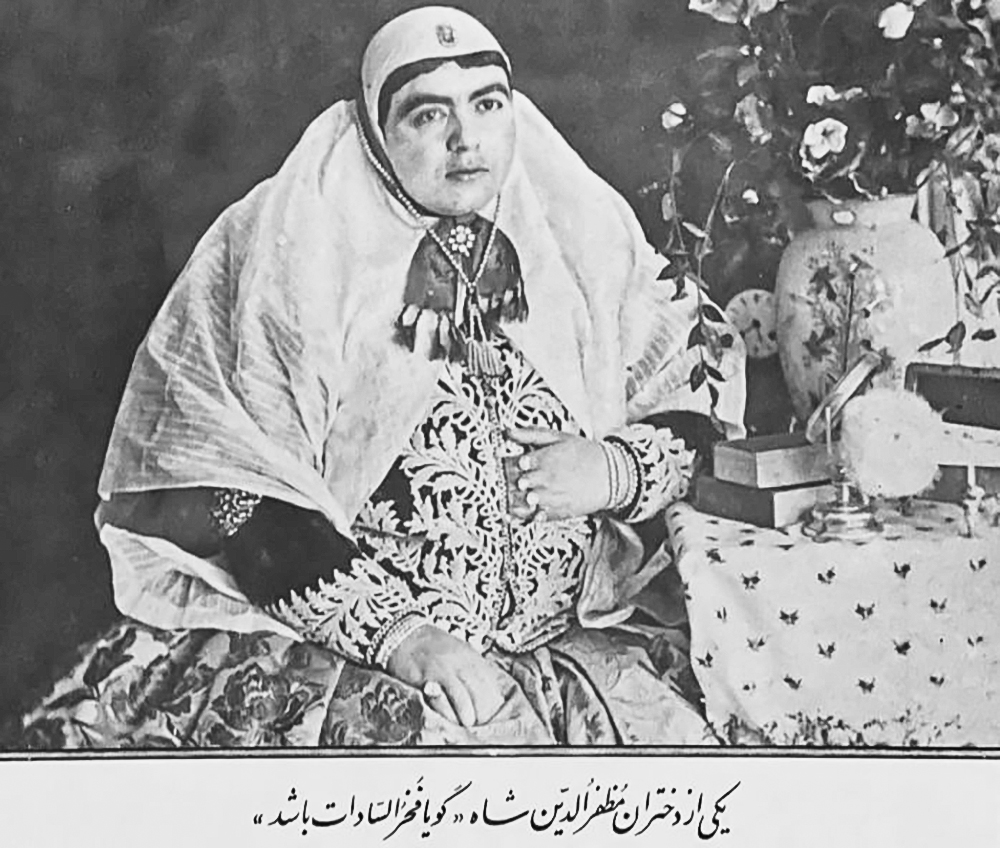
چارقد یک زن اشرافی قاجار با گیره جواهر

چارقد زنان در دوره قاجار از جنس چیت و حریر در رنگ‌های سفید، صورتی، ارغوانی و با طرح‌های ساده و یا گل‌دار بوده است.  برخی از گزارش‌های تاریخی جنس چارقد در دوره قاجار را ابریشم یا نخ و در زمستان ترمه توصیف ‌کرده‌اند.  زنان درباری برای تزئین چارقدهای خود از نصب الماس و یاقوت بر روی آن استفاده می‌کردند.  در میان بیشتر اقوام ایرانی جنس و طرح چارقد نازک، طرح‌دار، شاد در رنگ‌های روشن و گل‌دار است. 

## چارقد در بین اقوام ایرانی
استفاده چارقد از دیرباز در میان زنان ایرانی به‌عنوان پوشش سر مرسوم بوده‌است و در میان اقوام مختلف ایرانی، طرح و رنگ خاص خود را داشته‌است.  در این میان قوم ترکمن از چارقد به‌عنوان پوشش یکپارچه برای بدن زنان استفاده می‌کنند که به روسری ترکمن نیز معروف است. چارقد در قوم لر معروف به گُلوَنی است که روسری نازک و رنگی است.  سربند محلی زنان در بین اقوام ترک قشقایی چارقد یا یایلیق است که بیشتر اوقات وسط آن مشکی با حاشیۀ قرمز است. یایلیق‌ها چارقد‌های بزرگ برای زنان مسن هستند و چارقد کمی کوچک‌تر برای دختران جوان استفاده می‌شود. در استان کهگیلویه و بویراحمد نیز چارقد سرپوش محلی زنان است که شبیه روسری ترکمن‌ها است با این تفاوت که طول و عرض بیشتری دارد و برای پوشیدن تا می‌شود و سپس روی آن کلاه و تور از پشت بسته می‌شود.  همچنین چارقد با زمینۀ روشن و نقش‌های برگرفته از طبیعت جزء پوشش مشترک محلی زنان کرمانج  است.
امروزه زنان روستایی و زرتشتی همچنان چارقد بزرگی را سر می‌کنند که گاه پشت آن تا پا می‌رسد. این چارقدها معمولا طرح های گل‌دار درشت دارد. در مناطق کردنشین استان همدان چون اسدآباد و تویسرکان، سربین یا سرکی نامیده می شود و از جنس متقال، اطلسی و ابریشم است. چارقد در این مناطق معمولاً به رنگ مشکی با گل های قرمز است. در منطقه مازندران چارقد به رنگ روشن و گل‌دار از جنس وال، ململ، چیت یا ابریشم است. گاهی آرایه های نقره به نام سر چنگک نیز در محل شقیقه‌ها به آن اضافه می‌شود. زنان ترکمن از چارقدهای بزرگ ریشه‌دار به عرض یک و نیم متر استفاده می‌کنند. این ریشه‌ها را پورچیک می‌نامند.